# Eric Von Schmidt
Eric Von Schmidt (Westport, 28 maggio 1931 – Fairfield, 2 febbraio 2007) è stato un musicista e pittore statunitense associato al revival folk degli anni sessanta ed una delle figure chiave della scena folk della costa est con Bob Dylan e Joan Baez.

## Carriera musicale
Il padre di Von Schmidt, Harold, fu un pittore western che disegnava illustrazioni per il Saturday Evening Post. Von Schmidt iniziò a vendere i propri lavori quand'era ancora adolescente. Seguendo un lavoro per l'esercito vinse una borsa di studio dalla Fulbright per studiare a Firenze. Si trasferì a Cambridge nel 1957, dove dipinse e divenne il centro della scena coffeehouse.
Von Schmidt condivideva il suo ampio repertorio di musica tradizionale coi nuovi musicisti che sviluppavano una versione più moderna della musica folk. Influenzò Tom Ruch, col quale riprese e arrangiò la canzone tradizionale Wasn't That a Mighty Storm?, su un uragano che nel 1900 distrusse Galveston. Quando incontrò Dylan, i due vendettero harmonica licks, bevevano vino rosso e giocavano a croquet. Dylan assorbì con entusiasmo la cultura musicale di Von Schmidt, che comprendeva folk, country e blues. "Io suonavo [a Dylan] un sacco di canzoni e, con la sua mente come una spugna, le ricordava quasi tutte quando ritornò a New York" dichiarò Von Schmidt al The Boston Globe.
Von Schmidt è da molti erroneamente considerato l'autore della canzone Baby, Let Me Follow You Down, la quale per anni è stata suonata da Dylan. Dylan stesso, verbalmente, accreditò la canzone a Von Schmidt nell'introduzione parlata alla canzone nel suo album di debutto, e disse di averlo incontrato "nei verdi pascoli della Harvard University". Nei fatti, Von Schmidt ha adattato la canzone da Blind Boy Fuller, e ne accreditò tre quarti al reverendo Gary Davis. Nel 1979 scrisse a quattro mani un libro con lo stesso titolo sulla scena musicale di Cambridge.
Nel 1963 Von Schmidt e Richard Fariña registrarono alcune canzoni a Londra, in un negozio chiamato Bobell's Jazz Record, con Dylan all'armonica. Due anni dopo l'album The Folk Blues of Eric Von Schmidt apparve in cima alla pila di vinili sulla copertina di Bringing It All Back Home di Dylan.

## Carriera artistica
Von Schmidt ebbe una carriera parallela come pittore e creò le copertine di album di Joan Baez, Cisco Houston, John Renborn, reverendo Garu Davis, Geoff e Maria Muldaur, la Blue Velvet Band, Jackie Washington e per i reading di James Baldwin. Negli ultimi trent'anni della sua vita Von Schmidt registrò solamente due album, concentrandosi invece sulla sua carriera di pittore.
Quattro anni prima di morire, Von Schmidt dipinse la sua ultima epica di storia americana. Il soggetto della tele fu la Spedizione di Lewis e Clark, in onore del suo bicentenario. Continuò poi la sua produzione artistica con una serie di tele chiamata Giants of the Blues.

## Premi ed eredità
Von Schmidt era conosciuto per il suo esuberante stile musicale che applicava ai classici della musica folk americana. "Eric ha quello spirito selvaggio, e non annacqua la musica per la buona società", disse Ramblin' Jack Elliott al The Boston Globe nel 1996.
La musica di Von Schmidt è stata registrata anche da Travis MacRae e Jeff Buckley. Nel 2000, lo stesso anno in cui gli è stato diagnosticato un cancro alla gola, è stato premiato con l'ASCAP Foundation Lifetime Achievement Award ad un evento che vide la riunione della Jim Kweskin Jug Band che include Fritz Richmond.
Nel 1997 vinse un Grammy Award per il suo contributo alla raccolta Anthology of American Folk Music, Vol. 1-3. Dipinse fino alla sua morte e compilò un murale sulla Battaglia di Alamo.
Von Schmidt diviorziò due volte ed ebbe due figlie. Ebbe un ictus nell'agosto del 2006 e morì sette mesi dopo, a settantacinque anni.

## Discografia
- Rolf Cahn & Eric von Schmidt (1961).
- Dick Fariña & Eric von Schmidt (1963, con Richard Fariña).
- The Folk Blues of Eric von Schmidt (1963).
- Eric sings von Schmidt (1964).
- Who Knocked The Brains Out Of The Sky? (1969).
- 2nd Right 3rd Row (1972).
- Living On The Trail (1972).
- Eric von Schmidt and The Cruel Family (1977).
- Baby, Let Me Lay It On You (1995).